# SC Braga (piłka nożna plażowa)
Sporting Clube de Braga - Futebol de Praia – portugalski klub piłki nożnej plażowej, założony w 2013 w Bradze. Czterokrotny Mistrz Portugalii w piłce nożnej plażowej, zwycięzca Euro Winners Cup w 2017 roku.

## Pozycje klubu
| Rok  | Mistrzostwa Portugalii | Euro Winners Cup | Mundialito |
| ---- | ---------------------- | ---------------- | ---------- |
| 2013 | 1                      |                  | -          |
| 2014 | 1                      | 3                |            |
| 2015 | 1                      | 5                |            |
| 2016 | 2                      | 3                |            |
| 2017 | 1                      | 1                |            |
| 2018 | 1                      | 1                |            |
| 2019 | 1                      | 1                | 1          |
| 2020 |                        | 2                | 1          |